# HD 137389
HD 137389，又名BD+62 1410，SAO 16712、HR 5731，是一颗恒星，视星等为5.98，位于銀經97.98，銀緯47.09，其B1900.0坐标为赤經15h 20m 45.3s，赤緯+62° 47.09′ 10″。